# Tessera (exogeologia)
En astrogeologia, tessera (plural tesserae, abr. TE) és una paraula llatina que significa «peça d'un mosaic» que la Unió Astronòmica Internacional (UAI) utilitza per indicar formacions geològiques particulars pròpies del planeta Venus, caracteritzades per la presència de terres fragmentades irregularment, que aparentment s'assemblen a una sèrie de rajoles o, de fet, a un mosaic amb les característiques tessel·les.
Les tesserae a Venus tenen altituds entre 1.000 i 3.000 metres. A les imatges de radar apareixen com a tons molt clars, en contrast amb els altiplans volcànics llisos que tenen menor albedo i que apareixen com a tons més foscos.

## Descripció
Les tesserae són regions de terreny molt deforme sobre la superfície de Venus, que es caracteritzen per dos o més elements tectònics que s'intersecten, una alta topografia i, en conseqüència, una alta retrodispersió de les ones de radar. Sovint, les tesserae representen el material més antic en qualsevol lloc determinat i es troben entre els terrenys més deformats tectònicament de la superfície de Venus.
Existeixen múltiples models de tesserae i són necessaris estudis addicionals de la superfície de Venus per entendre completament aquest terreny complex. Encara no és clar si això es deu a una varietat en les interaccions del mantell de Venus amb tensions regionals o litosfèriques, o si aquests diversos terrenys representen llocs diferents en la cronologia de la formació de l'altiplà i de la falla.

## Exploració
La sonda espacial Pioneer Venus va detectar regions que causaven anomalies a les propietats de les ones de radar i una gran retrodispersió. Utilitzant imatges de SAR, les sondes espacials soviètiques Venera 15 i Venera 16 van revelar que el terreny d'aquestes regions era molt deforme i caòtic, i els científics russos el van anomenar «parquet», més tard conegut com a «tesserae».
Les dades més recents relatives al terreny de les tesserae provenen de la missió Magallan, on la majoria de la superfície de Venus va ser mapejat en alta resolució (~ 100 m/píxel). Les missions futures a Venus permetran una major comprensió del terreny de la tessera.

## Localització
Les tesserae reconegudes cobreixen el 7,3% de la superfície de Venus, aproximadament 33,2 × 10⁶ km², i es produeixen principalment en algunes regions extenses. Estan fortament concentrades entre 0° E i 150° E. Aquestes longituds representen una gran àrea entre un centre d'extensió de l'escorça a Afrodite Terra i un centre de convergència de l'escorça a Ishtar Terra.
Les tesserae estan exposades gairebé íntegrament als altiplans d'escorça de Venus. Es creu que els tessarae que s'estenen (les regions de tesserae que no es troben dins dels altiplans actuals) representen regions d'altiplans d'escorça colapsada. Les grans regions del terreny dels tesserae estan etiquetades en funció de la seva latitud. Les regions de les latituds equatorial i meridional s'anomenen «regio», mentre que les regions de les latituds septentrionals s'anomenen «tesserae».

Esbós interpretatiu del terreny amb tesserae (rodejat amb línies blanques) afegit al «Mapa SIG de Venus» (Mapa SIG de Venus: USGS Astrogeology Science Center)

Algunes regions de tesserae ben explorades són:
- Aphrodite Terra
- Alpha Regio
- Beta Regio
- Fortuna Tessera
- Ovda Regio

## Formació
Les tesserae representen un temps antic de la prima litosfera global de Venus. El terreny de les tesserae no participa en els esdeveniments superficials globals de Venus. Moltes investigacions van pensar que les tesserae podrien formar un tipus de «pell de ceba» global que i es van estendre per sota de les planes regionals de Venus. No obstant això, els models actualment acceptats admeten la formació regional.
S'han proposat múltiples models per explicar la formació del terreny de les tesserae. Els models més actualment acceptats són els models de formació per l'abaixament del mantell i els continents vibrants. També s'ha presentat un model de formació degut a un llac de lava creat per l'impacte d'un bòlid, encara que actualment no ha guanyat gaire acceptació entre la comunitat científica a causa de l'escepticisme de la capacitat d'un impacte d'un bòlid per generar suficient lava. Durant molts anys va persistir un model de formació causat per l'ascens del mantell (apujament), però des de llavors s'ha abandonat a causa de la seva predicció contradictòria de seqüències d'extensió contra les relacions transversals observades.

### Model d'abaixament
En el «model d'abaixament», el descens del mantell, possiblement a causa de la convecció del mantell, provoca una compressió i engrossiment de l'escorça, creant els elements compressius del terreny de la tessera. El rebot isostàtic es produeix a causa de l'engrossiment de l'escorça. Després de finalitzar el descens, un esdeveniment de delimitació dins del mantell produeix elements extensius de la tessera.

Actualment, aquest model no explica la ubicació de les tesserae en els altiplans i, en canvi, prediu la forma de dom.

Model de formació de terreny de l'altiplà d'escorça i de la tessera pel descens del mantell segons Gilmore (1998)

### Model de llac de lava creat per un gran impacte
El «model de llac de lava creat per un gran impacte», la lava creada per l'impacte d'un bòlid sobre una prima litosfera puja a la superfície per formar un llac de lava. La convecció de tot el llac de lava provoca una deformació superficial que crea el terreny de la tessera. El rebot isostàtic del llac solidificat crea una estructura d'altiplà.

Actualment, aquest model no explica com la convecció pot transmetre la força suficient per deformar diversos quilòmetres quadrats de material trencadís.

Model de formació de terreny de l'altiplà d'escorça i de la tessera causat per un llac de lava segons Hansen (2006)

### Model de continents vibrants
En el «model de continents vibrants», l'escorça diferenciada i de baixa densitat sobreviu als esdeveniments de subducció global primerencs que van formar les regions continentals. Aquestes regions se sotmeten a compressió a causa de l'escalfament del mantell circumdant, formant les característiques compressives de la tessera, com ara el cinturó d'expansió i compressió, i terreny amb cúpula de dom. Després d'haver-se produït el suficient engrossiment de l'escorça, es genera una nova litosfera que causa un col·lapse gravitacional, produint les característiques extensionals de la tessera, com ara fosses tectòniques extensives. Durant aquest col·lapse, la descompressió causa una fusió parcial, produint el volcanisme entre les tesserae observat a les regions més grans del terreny de la tessera.
Aquest model requereix que el material que comprimeix el terreny de la tessera sigui de naturalesa continental. Les missions futures a Venus que recullin mostres superficials són necessàries per donar suport a aquest model.

Actualment, aquest model no explica com un esdeveniment de subducció global pot provocar la delimitació de tota la litosfera del mantell, deixant només una escorça de baixa densitat.

Model de continents vibrants

## Varietat dels terrenys de lestesserae

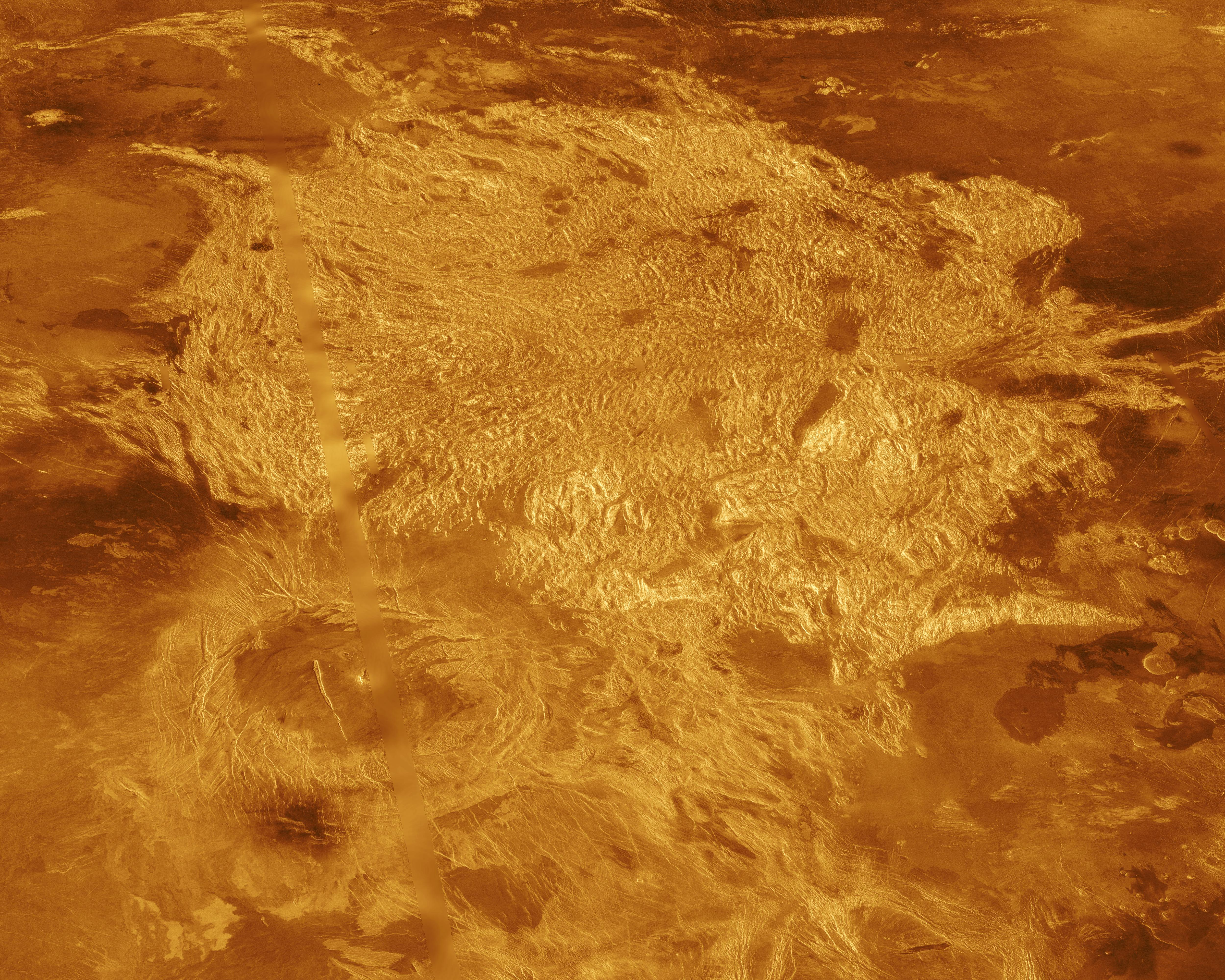
Alpha Regio, que reflecteix bé les ones del radar, és una regió de tesserae

Els patrons individuals dels terrenys de les tesserae registren les variacions en les interaccions del mantell amb les tensions regionals locals. Aquesta variació es manifesta en una àmplia varietat de terrenys diversos. A continuació es descriu alguns tipus de terrenys de les tesserae, però no es tracta d'un esquema de classificació sinó que mostren la varietat de tipus de terreny.
- El terreny plegat és fàcilment recognoscible per les seves estructures lineals ben definides. Aquest tipus de terreny està format per llargs barrancs i valls de més de 100 km, tallats per fractures minúscules que corren perpendiculars als eixos de les dorsals de les crestes. Això probablement es va formar a causa de la contracció unidireccional.[18]

- El terreny de flux de lava es denomina així per la seva semblança amb els fluxos de pāhoehoe trobats a la Terra, amb llargues crestes corbades. Es pensa que aquest terreny es pot formar a causa del desplaçament i la deformació a causa del moviment del material per sota d'aquests trossos d'escorça.

- El terreny de cinta es caracteritza per cintes i plecs que normalment són ortogonals entre si. Les cintes són canals llargs i estrets que estan separats per crestes estretes. El terreny de cinta es pot trobar tant en grans altiplans d'escorça com a les tesserae antigues.[8][15]

- El terreny S-C es denomina així per la seva similitud geomètrica amb les línies tectòniques S-C a la Terra. Consta de dues estructures principals: plecs síncrons i petites fosses tectòniques de 5 a 20 km de longitud que creuen els plecs perpendicularment. A diferència de molts altres tipus de terrenys de les tesseres, el terreny S-C indica una història de deformació simple, en lloc de complexa, en què la deformació és deguda al moviment global de Venus que està àmpliament distribuït. Aquest tipus de terreny també indica que el moviment antilliscant sobre la superfície de Venus és possible.[18]

- El terreny de conca i cúpula, també conegut com a terreny de bresca, es compon de carenes corbes i abeuradors que formen un patró anàleg a un cartró per a ous.[18] Aquestes estructures representen múltiples fases de deformació, i es consideren l'estil de tesserae més complex.[2] El terreny de conca i cúpula es sol trobar al centre dels altiplans d'escorça.[18]

- El terreny d'estrella es compon de múltiples fosses tectòniques i fractures que s'estenen per moltes direccions, però radien en un patró d'estrella. Es creu que aquest patró es va sotmetre a sota de zones deformades i fracturades prèviament, on què l'aixecament local va provocar el patró radial.[18]

## Llista detesserae
A l'abril de 2018, la UAI tenia reconeguts 64 tesserae. Les úniques estructures que fins ara han sigut classificades oficialment com tesserae s'han identificat al planeta Venus.
| Tessera               | Latitud | Longitud | Diàmetre (km) | Epònim                                                                                                   | Referències |
| --------------------- | ------- | -------- | ------------- | --- | ----------- |
| Adrasthea Tessera     | 30,0 N  | 55,0 E   | 750           | Adrastea, personificació grega de la venjança i la justícia divina                                       | 57          |
| Ananke Tessera        | 53,3 N  | 137,0 E  | 1.060         | Ananke, personificació grega de la necessitat                                                            | 250         |
| Athena Tessera        | 35,0 N  | 175,0 E  | 1.800         | Atena, deessa grega de la saviesa                                                                        | 454         |
| Atropos Tessera       | 71,5 N  | 304,0 E  | 469           | Àtropos, una de les tres deesses gregues del destí                                                       | 461         |
| Bathkol Tessera       | 61,0 N  | 200,0 E  | 1.485         | Bat qol, deessa israeliana del destí                                                                     | 635         |
| Chimon-mana Tessera   | 3,0 S   | 270,0 E  | 1.500         | Chimon-mana, deessa hopi de la bogeria                                                                   | 1182        |
| Clidna Tessera        | 42,0 S  | 29,0 E   | 500           | Clíodhna, deessa irlandesa dels ocells de la vida després de la mort                                     | 1243        |
| Clotho Tessera        | 56,4 N  | 334,9 E  | 289           | Cloto, una de les tres deesses gregues del destí                                                         | 1250        |
| Cocomama Tessera      | 62,0 S  | 23,0 E   | 1.600         | Cocomama, deessa quítxua de la felicitat                                                                 | 1262        |
| Dekla Tessera         | 57,4 N  | 71,8 E   | 1.363         | Dekla, deessa letona del destí                                                                           | 1465        |
| Dolya Tessera         | 8,0 S   | 296,0 E  | 1.100         | Dolya, deessa eslava de la bona sort                                                                     | 1568        |
| Dou-Mu Tesserae       | 60,0 S  | 244,0 E  | 400           | Doumu, deessa xinesa i taoista de la vida i la mort                                                      | 1628        |
| Fortuna Tessera       | 69,9 N  | 45,1 E   | 2.801         | Fortuna, deessa romana de la bona sort                                                                   | 1997        |
| Gbadu Tessera         | 1,0 S   | 38,0 E   | 700           | Gbadu, deessa fon (Benin) del destí                                                                      | 2126        |
| Gegute Tessera        | 17,0 N  | 121,0 E  | 1.600         | Gegute, deessa lituana del temps                                                                         | 2131        |
| Giltine Tesserae      | 39,0 S  | 250,0 E  | 300           | Giltine, deessa lituana de la mala sort                                                                  | 2167        |
| Haasttse-baad Tessera | 6,0 N   | 127,0 E  | 2.600         | Haasttse-baad, deessa navajo de la bona salut                                                            | 2306        |
| Hikuleo Tesserae      | 42,0 S  | 54,0 E   | 1.400         | Hikuleo, deessa de Tonga de l'inframon. Nomenclatura abolida                                             | 6840        |
| Humai Tessera         | 53,0 S  | 250,0 E  | 350           | Humai, ocell iranià de la felicitat                                                                      | 2579        |
| Husbishag Tesserae    | 28,0 S  | 101,0 E  | 1.100         | Husbishag, deessa semítica del món subterrani encarregada del Llibre de la mort                          | 2590        |
| Itzpapalotl Tessera   | 75,7 N  | 317,6 E  | 380           | Itzpapalotl, deessa asteca del destí                                                                     | 2756        |
| Kruchina Tesserae     | 36,0 N  | 27,0 E   | 1.000         | Kruchina, deessa eslava de la tristesa                                                                   | 3125        |
| Kutue Tessera         | 39,5 N  | 108,8 E  | 653           | Kutue, gripau del folklore ulch (Sibèria) que porta la felicitat                                         | 3172        |
| Lachesis Tessera      | 44,4 N  | 300,1 E  | 664           | Làquesis, una de les tres deesses gregues del destí                                                      | 3199        |
| Lahevhev Tesserae     | 29,0 N  | 189,0 E  | 1.300         | Lahevhev, deessa melanèsia de les ànimes dels morts                                                      | 3235        |
| Laima Tessera         | 55,0 N  | 48,5 E   | 971           | Laima, deessa letona i lituana del destí                                                                 | 3238        |
| Lhamo Tessera         | 51,0 S  | 15,0 E   | 800           | Lhamo, deessa tibetana del temps i del destí                                                             | 3377        |
| Likho Tesserae        | 40,0 N  | 134,0 E  | 1.200         | Likho, deessa eslava de la mala sort                                                                     | 3400        |
| Mafdet Tessera        | 9,2 N   | 38,5 E   | 370           | Mafdet, deessa egípcia protectora dels escorpins, serps i altres criatures verinoses                     | 3572        |
| Mago-Halmi Tesserae   | 70,0 N  | 157,0 E  | 400           | Mago-Halmi, deessa coreana de l'auxili                                                                   | 3584        |
| Magu Tessera          | 52,0 S  | 305,0 E  | 300           | Magu, deessa xinesa de la immortalitat                                                                   | 3585        |
| Mamitu Tesserae       | 22,0 N  | 44,0 E   | 900           | Mamitu, deessa acàdia del destí                                                                          | 3619        |
| Manatum Tessera       | 4,0 S   | 64,0 E   | 3.800         | Manat, deessa semítica del destí                                                                         | 3623        |
| Manzan-Gurme Tesserae | 39,0 N  | 359,5 E  | 1.354         | Manzan-Gurme, ancestressa que posseeix el Llibre del destí en les mitologies mongola, tibetana i buriata | 3645        |
| Meni Tessera          | 48,1 N  | 77,9 E   | 454           | Meni, deessa semítica del destí                                                                          | 3841        |
| Meskhent Tessera      | 65,8 N  | 103,1 E  | 1.056         | Meskhent, deessa egípcia dels nadons i creadora de les ànimes                                            | 3867        |
| Minu-Anni Tessera     | 20,0 S  | 30,0 E   | 1.300         | Minu-Anni, deessa assíria del destí                                                                      | 3916        |
| Moira Tessera         | 58,7 N  | 310,5 E  | 361           | Moires, deesses gregues dels destí                                                                       | 3948        |
| Nedolya Tesserae      | 5,0 N   | 294,0 E  | 1.200         | Nedolya, deessa eslava de la mala sort                                                                   | 4187        |
| Nemesis Tesserae      | 40,0 N  | 181,0 E  | 355           | Nèmesi, deessa grega de la venjança divina                                                               | 4204        |
| Norna Tesserae        | 50,0 S  | 263,0 E  | 700           | Norna, tres germanes de la mitologia escandinava que teixeixen el destí                                  | 4337        |
| Nortia Tesserae       | 49,0 N  | 160,0 E  | 650           | Nortia, deessa etrusca de la mala sort                                                                   | 4344        |
| Nuahine Tessera       | 9,0 S   | 157,0 E  | 1.000         | Nuahine, deessa de Rapanui (Illa de Pàsqua) del destí                                                    | 4351        |
| Oddibjord Tessera     | 82,0 N  | 85,0 E   | 900           | Oddijbjord, deessa escandinava de la bona sort                                                           | 4401        |
| Pasom-mana Tesserae   | 33,0 S  | 49,0 E   | 1.200         | Pasom-mana, deessa hopi dels somnis i de la bogeria                                                      | 4603        |
| Salus Tessera         | 1,5 S   | 48,5 E   | 850           | Salus, deessa romana de la salut i de la prosperitat                                                     | 5287        |
| Senectus Tesserae     | 50,0 N  | 292,0 E  | 1.400         | Senectus, deessa romana de la vellesa                                                                    | 5428        |
| Shait Tessera         | 54,0 S  | 173,5 E  | 220           | Shait, deessa egípcia del destí dels humans                                                              | 5454        |
| Shimti Tessera        | 31,9 N  | 97,7,0 E | 1.275         | Shimti, deessa babilònica; Ixtar com a deessa del destí                                                  | 5489        |
| Snotra Tesserae       | 24,0 N  | 134,0 E  | 1.000         | Snotra, deessa escandinava de la saviesa                                                                 | 5612        |